# Filip Bečvář
Filip Bečvář (16. dubna 1846 Humpolec – 29. září 1908 Praha) byl rakouský a český politik české národnosti, na přelomu 19. a 20. století poslanec Říšské rady; starosta Humpolce.

## Biografie
Vystudoval reálnou školu a pak převzal rodinnou hostinskou a mydlářskou živnost. Sám se dále vzdělával. Byl aktivní ve veřejném a politickém životě. V roce 1868 založil v Humpolci sokolskou organizaci. Byl jejím prvním náčelníkem a starostou. Od roku 1886 zastával funkci starosty sokolské župy Havlíčkovy. Založil ve městě též ochotnický divadelní spolek. Od roku 1883 zasedal v obecním zastupitelstvu.
Působil jako starosta Humpolce. Funkci zastával v letech 1901–1908. Během svého působení v městské samosprávě se zasadil o rozvoj školství (zřízení tkalcovské, rolnicko-lnářské a reálné školy). Prosadil výstavbu lokální železniční trati z Humpolce do Německého Brodu.
Na konci 19. století se zapojil i do celostátní politiky. Ve volbách do Říšské rady roku 1897 získal mandát v Říšské radě (celostátní zákonodárný sbor) za všeobecnou kurii, 13. volební obvod: Čáslav, Chotěboř atd. Mandát obhájil ve volbách do Říšské rady roku 1901. K roku 1897 se profesně uvádí jako hostinský a majitel domu. Zastupoval mladočeskou stranu.
Zemřel v roce 1908 na léčení v Praze.